# Лёнькино
Лёнькино  — деревня в Андреапольском районе Тверской области. Входит в Хотилицкое сельское поселение.

## География
Расположена примерно в 13 верстах к западу от села Хотилицы.

## История
В конце XIX - начале XX века рядом располагались две деревни Ленкино (Княщино) и Елисеево (Ленкино) в Торопецком уезде Псковской губернии.